# Găleata de ieșire
Găleata de ieșire era o taxă medievală plătită de iobagii din Țara Românească stăpânului moșiei pentru a se putea strămuta de pe o moșie pe alta. A fost anulată de Mihai Viteazul în 1600 prin actul legării de glie, prin care rumânii (țăranii fără pământ din Valahia) erau siliți să rămână pe moșia pe care se aflau în acel moment. Legarea de glie a țăranilor din timpul lui Mihai Viteazul a devenit cunoscută ca legătura lui Mihai.